# Balaenoptera musculus
La balenottera azzurra (Balaenoptera musculus Linnaeus, 1758) è un mammifero marino appartenente al parvordine dei Misticeti (le cosiddette «balene con i fanoni»). Con oltre 28 m di lunghezza e 160 t di peso, è, in termini di massa, il più grande animale conosciuto vissuto sulla Terra, escludendo le ipotetiche dimensioni di alcuni sauropodi giganti come il Maraapunisaurus.
Lungo e slanciato, il corpo della balenottera azzurra può assumere varie tonalità grigio-bluastre sul dorso, ma si fa più chiaro sul ventre. Ne esistono almeno tre sottospecie riconosciute B. m. musculus dell'Atlantico e del Pacifico settentrionale, B. m. intermedia dell'Oceano Australe e B. m. brevicauda (nota anche come balenottera azzurra pigmea) dell'Oceano Indiano e del Pacifico meridionale. Alcuni considerano una sottospecie anche B. m. indica, anch'essa dell'Oceano Indiano. Come quella degli altri Misticeti, anche la sua dieta consiste quasi esclusivamente dei piccoli crostacei noti come krill.
Fino agli inizi del XX secolo la balenottera azzurra era numerosa in quasi tutti gli oceani. Per più di 40 anni, però, è stata cacciata dai balenieri fin quasi all'estinzione; la comunità internazionale la dichiarò specie protetta solamente nel 1966. Secondo un rapporto del 2002 in tutto il mondo vi sarebbero attualmente dai 5 000 ai 12 000 esemplari, suddivisi in almeno cinque gruppi. In base a ricerche più recenti effettuate sulla sottospecie pigmea si ipotizza che tali numeri, però, siano stati un po' troppo sottostimati. Prima della caccia, la popolazione più numerosa era quella antartica, forte di circa 239 000 esemplari (le stime vanno da 202 000 a 311 000). Ora rimangono solo popolazioni molto più piccole (di circa 2 000 esemplari l'una), concentrate nel Pacifico nord-orientale e negli oceani Antartico e Indiano. Due popolazioni meno numerose si incontrano nell'Atlantico settentrionale e almeno altre due nell'emisfero australe.

## Tassonomia
La balenottera azzurra appartiene alla famiglia dei Balenotteridi, un gruppo che comprende: la megattera, la balenottera comune, la balenottera di Bryde, la balenottera boreale e la balenottera minore. Si ritiene che i Balenotteridi si siano separati dalle altre famiglie del sottordine dei Misticeti non più tardi dell'Oligocene Medio. Tuttavia, il momento esatto in cui i membri delle varie famiglie si sono separate tra di loro è ancora ignoto.
Solitamente la balenottera azzurra viene classificata come una delle otto specie del genere Balaenoptera; alcuni autori, però, la pongono in un genere monotipico a parte, Sibbaldus, ma tale suddivisione non è molto accettata. L'analisi delle sequenze del DNA indica che sotto un punto di vista filogenetico la balenottera azzurra è più strettamente imparentata con la balenottera boreale (Balaenoptera borealis) e la balenottera di Bryde (Balaenoptera brydei) che con le altre specie del genere Balaenoptera e più imparentata con la megattera (Megaptera) e la balena grigia (Eschrichtius) che con le balenottere minori (Balaenoptera acutorostrata e Balaenoptera bonaerensis). Se ulteriori ricerche confermeranno queste relazioni sarà necessario rivedere tutta la classificazione delle balenottere.
In natura vi sono stati almeno undici casi documentati di ibridi adulti di balenottera azzurra e balenottera comune. Arnason e Gullberg hanno descritto la distanza genetica che intercorre tra queste due specie pari a quella tra l'uomo e il gorilla. Alcuni ricercatori sostengono anche di aver fotografato, al largo delle Figi, un ibrido tra balenottera azzurra e megattera.
Il nome specifico musculus è di origine latina e significa «muscoloso», sebbene altri lo interpretino anche come «piccolo topo». Linneo, che classificò per primo la specie nel suo Systema Naturae del 1758, potrebbe aver attribuito alla specie questo nome proprio giocando sull'ironia del doppio senso. Herman Melville, nel suo romanzo Moby Dick, chiamò questa specie balena gialla a causa della tinta marrone-arancione o gialla delle sue regioni inferiori, dovuta a una sottile pellicola di diatomee presente sulla pelle. Tra gli altri nomi comuni con cui questa specie veniva chiamata ricordiamo balenottera di Sibbald (in onore di Sir Robert Sibbald), grande balena azzurra e grande balenottera settentrionale. Tutti questi nomi sono attualmente caduti in disuso.
Gli autori suddividono la specie in tre o quattro sottospecie: B. m. musculus, la balenottera azzurra settentrionale, a cui appartengono le popolazioni dell'Atlantico e del Pacifico settentrionali, B. m. intermedia, la balenottera azzurra meridionale, dell'Oceano Australe, B. m. brevicauda, la balenottera azzurra pigmea, dell'Oceano Indiano e del Pacifico meridionale e la più discussa B. m. indica, la grande balenottera indiana, anch'essa dell'Oceano Indiano, ma che potrebbe essere, sebbene sia stata descritta prima, una particolare forma di B. m. brevicauda.

## Descrizione e comportamento

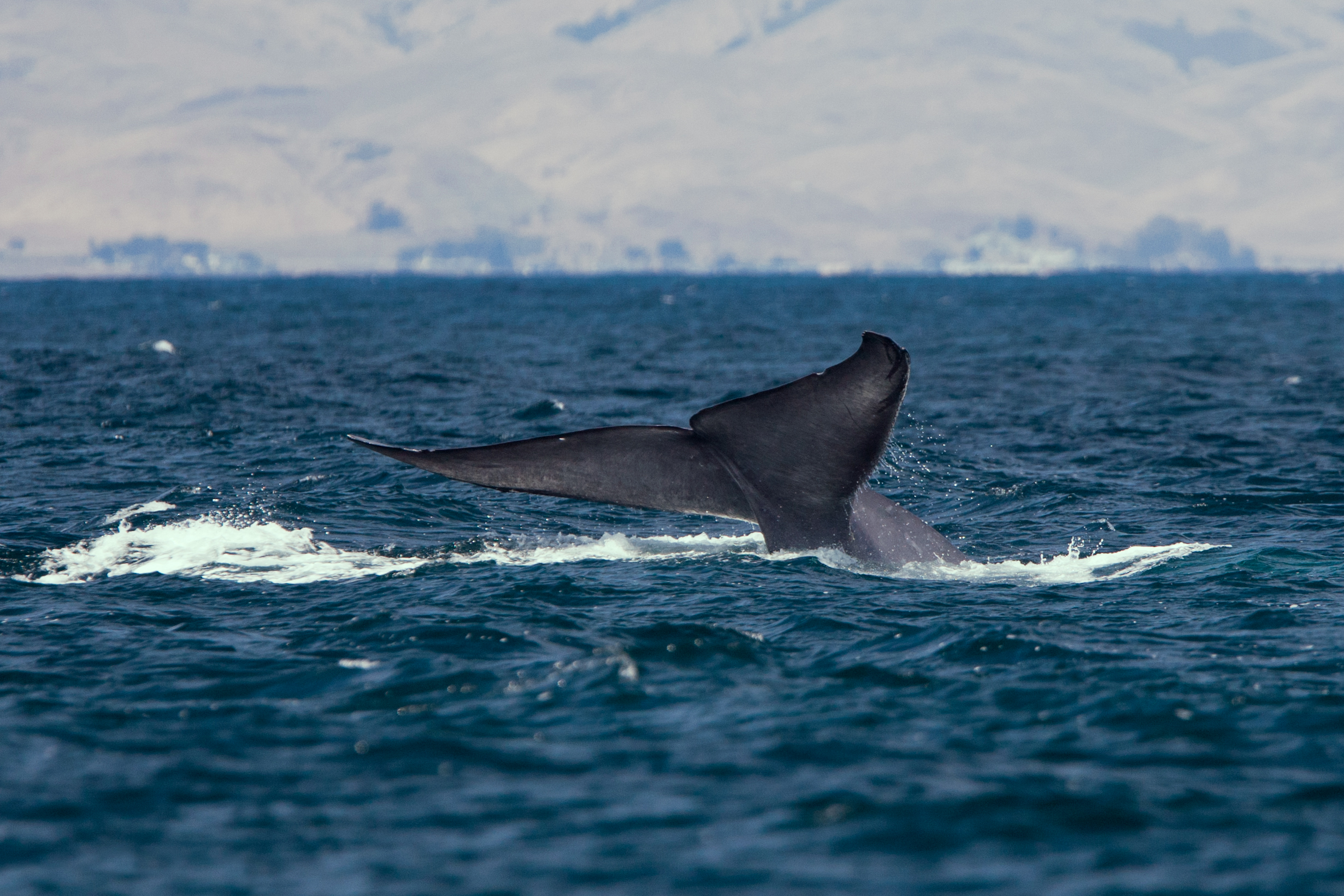
Una balenottera azzurra sbatte la coda sulla superficie del mare

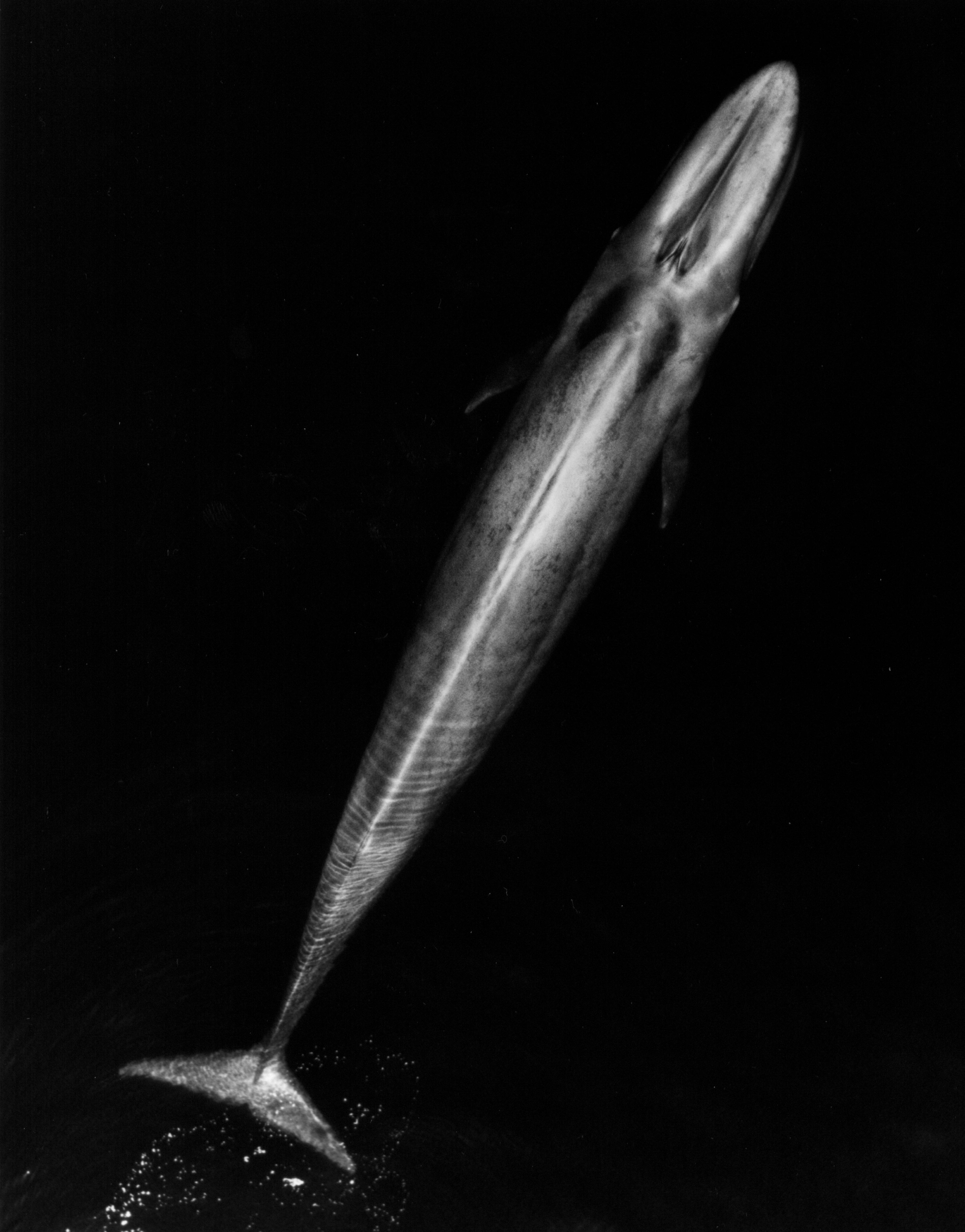
Un esemplare adulto

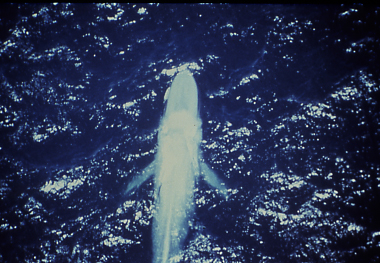
Veduta aerea di una balenottera azzurra in cui si vedono bene anche entrambe le pinne pettorali

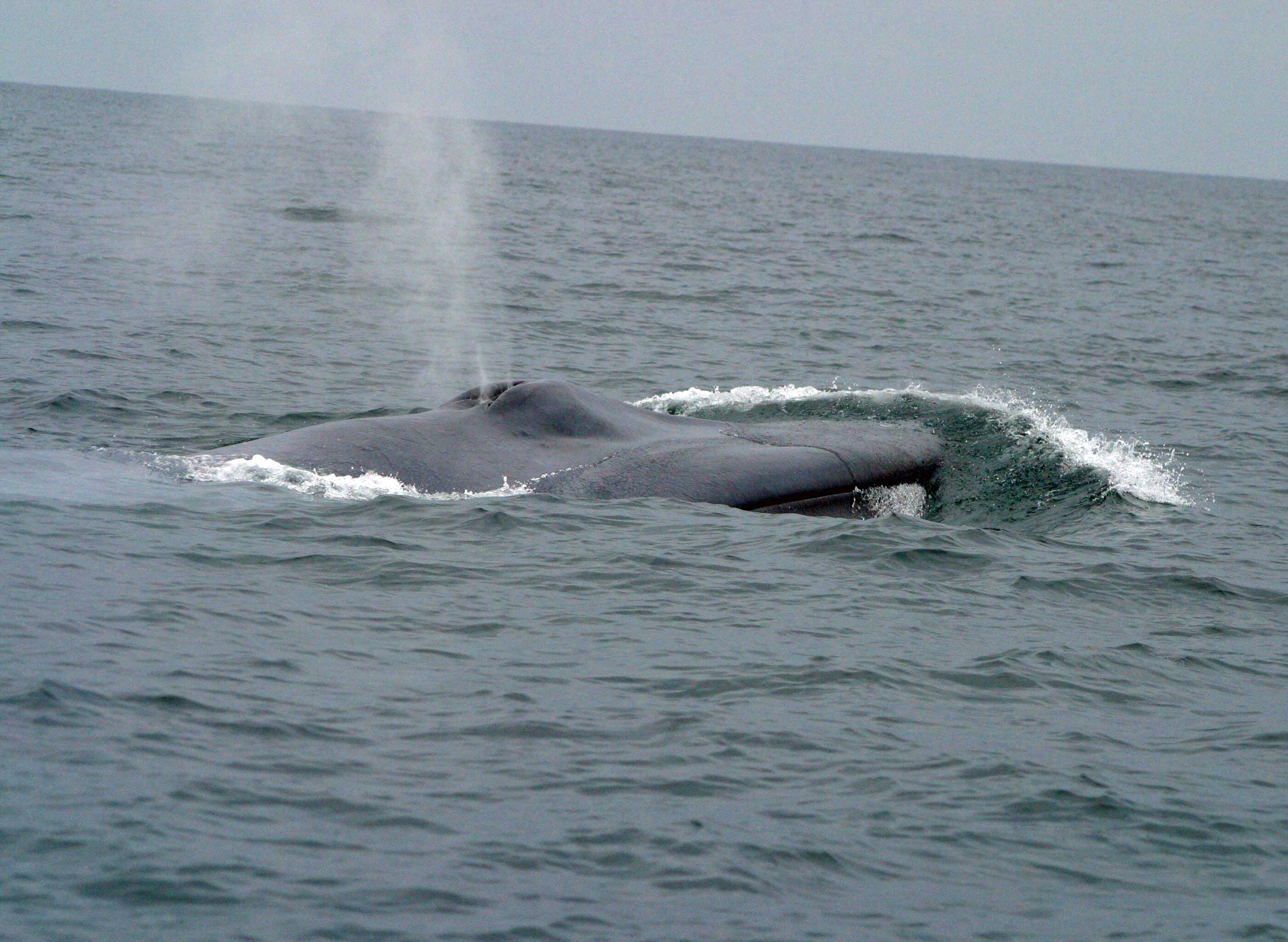
Il soffio di una balenottera azzurra

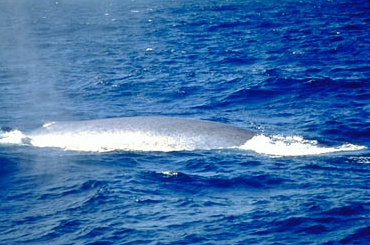
La piccola pinna dorsale di questo esemplare è appena visibile all'estrema sinistra

La balenottera azzurra ha un corpo lungo e affusolato che sembra sia stato quasi «stirato», rispetto a quello più tozzo di altre balene. La testa è appiattita e a forma di «U» e presenta una cresta dorsale che va dallo sfiatatoio alla sommità del labbro superiore. La parte anteriore della bocca è ricca di fanoni; circa 300 di queste strutture (ognuna delle quali lunga circa un metro) pendono dalla mascella superiore, estendendosi all'interno della bocca per quasi mezzo metro. Lungo la gola, parallelamente alla lunghezza del corpo, si trovano dai 60 ai 90 solchi (detti pieghe ventrali). Queste pieghe servono a buttar fuori l'acqua dalla bocca durante la nutrizione (vedi oltre).
La pinna dorsale è piccola ed è visibile solamente quando la balenottera si immerge. Situata a circa tre-quarti della lunghezza del corpo, varia nella forma da individuo a individuo: alcuni presentano solo un moncone appena percettibile, mentre altri possono averla più lunga e falcata. Quando emerge per respirare, la balenottera azzurra fa emergere una maggior superficie della schiena e dello sfiatatoio di quanto non facciano altre grandi balenottere, come quella comune o quella boreale. Gli studiosi possono utilizzare questa caratteristica per differenziare in mare le varie specie. Alcuni esemplari dell'Atlantico e del Pacifico settentrionali quando si immergono sbattono anche la coda sulla superficie dell'acqua. Quando respira, questa specie emette uno spettacolare soffio verticale e colonnare che può raggiungere anche i 12 m, sebbene generalmente sia di 9 m. La capacità dei suoi polmoni è di 5000 L. Possiede due sfiatatoi gemelli protetti da una sorta di grosso paraschizzi.
Le pinne pettorali sono lunghe 3-4 m. Il loro margine superiore è grigio con una sottile striscia bianca lungo il margine. Quello inferiore è bianco. La testa e la pinna caudale sono generalmente di colore grigio uniforme. Le regioni inferiori e talvolta anche le pinne pettorali sono solitamente chiazzate. Il grado di screziatura varia però moltissimo da individuo a individuo. Alcuni possono essere di un color grigio ardesia uniforme, altri di un miscuglio di azzurro scuro, grigio e nero, altri ancora quasi completamente macchiati.
Su brevi distanze, solitamente mentre interagiscono con altri esemplari, le balenottere azzurre possono raggiungere anche velocità di 50 km/h; la loro velocità tipica, però, è di 20 km/h. Mentre si nutrono si spostano molto lentamente, a velocità di 5 km/h.
Le balenottere azzurre vivono quasi sempre da sole o in coppia. Non si sa per quanto tempo le coppie rimangano unite. In alcune località con un'alta concentrazione di cibo, in aree anche relativamente poco estese, sono state viste fino a 50 balenottere. Tuttavia, a differenza di altre specie, non forma mai grandi gruppi numerosi.

### Dimensioni

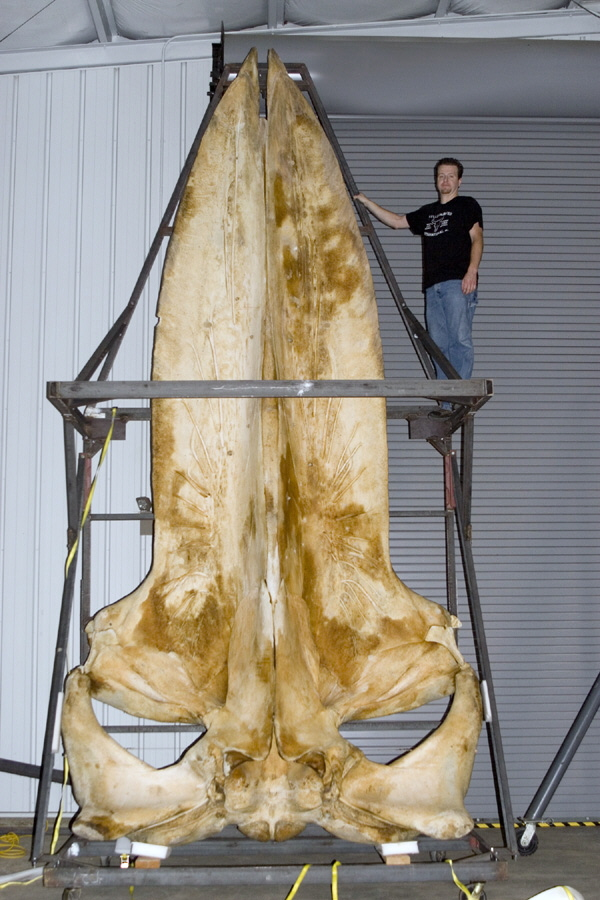
Un cranio di balenottera azzurra, lungo 5,79 m, tra le collezioni del National Museum of Natural History, Washington, Stati Uniti d'America

La balenottera azzurra è molto difficile da pesare, a causa delle sue dimensioni. Quasi tutti gli esemplari uccisi dai balenieri non venivano pesati interi, ma a pezzi: così facendo, il peso registrato risultava molto inferiore, poiché durante l'operazione di taglio andavano persi sangue e altri fluidi in gran quantità. Tuttavia, grazie alle misurazioni effettuate, possiamo stimare che esemplari lunghi 30 m pesassero sulle 150-170 t. Secondo il Laboratorio Nazionale Americano per lo Studio dei Mammiferi Marini (NMML) il peso di un esemplare di 30 m si aggirerebbe intorno alle 180 t. La più grande balenottera azzurra accuratamente misurata dagli scienziati dell'NMML, una femmina, pesava circa 177 t.
La balenottera azzurra è il più grande animale noto mai esistito. Il più grande dinosauro conosciuto dell'era mesozoica era l'Argentinosaurus, che poteva raggiungere le 100 t; il controverso ritrovamento di una vertebra, attribuita ad Amphicoelias fragillimus, sembrerebbe però indicare per quest'ultima specie un peso di oltre 122 t e 40-60 m di lunghezza. Inoltre, stime riguardanti il peso del Bruhathkayosaurus, una creatura scarsamente conosciuta lunga quasi 45 m, parlano di 140-220 t. Nel 2024, è stato descritto il fossile di Perucetus colossus – un'altra balena estinta – che potrebbe sottrarre alla balenottera azzurra il titolo di più grande animale conosciuto mai vissuto sulla Terra, perlomeno in termini di massa. Anche il Leedsichthys, un pesce estinto, potrebbe aver avuto le stesse dimensioni. Tuttavia, dal momento che di nessuna di queste specie sono mai stati ritrovati i resti completi, risulta molto difficile stimarne correttamente il peso. Generalmente tutti questi animali sono ritenuti più piccoli della balenottera azzurra. A ogni modo, la balenottera azzurra risulta sicuramente il più grande animale esistente sulla Terra attualmente sia per lunghezza sia per peso sia per stazza. La sua lunghezza (25-33 m) è pari all'altezza di un palazzo di nove piani (se la balenottera venisse messa in verticale vicino a esso), mentre ci vogliono 5-6 autobus per riempire il corpo della balenottera. L'elefante, l'animale più grande vivente sulla terraferma, non è grande nemmeno quanto la testa di una balenottera azzurra e potrebbe entrare tranquillamente nella sua bocca. 
Sussistono ancora alcune incertezze riguardo a quale sia l'esemplare più grande di balenottera azzurra mai trovato, dal momento che quasi tutti i dati a nostra disposizione riguardano esemplari uccisi in acque antartiche nella prima metà del XX secolo da balenieri non molto portati a effettuare misurazioni secondo i canoni attuali. Le balenottere azzurre più lunghe mai misurate erano due femmine di 33,6 e 33,3 m rispettivamente. L'esemplare più lungo misurato dagli scienziati dell'NMML raggiungeva i 29,9 m.
La lingua di una di queste creature pesa intorno alle 2,7 t e la bocca, quando è completamente aperta, può contenere fino a 90 t di cibo e acqua. Nonostante le dimensioni della bocca, la faringe non è grande abbastanza da consentire a una balenottera azzurra di ingoiare qualunque cosa più larga di un pallone da spiaggia, per questo motivo potrebbero tenere nell'enorme bocca anche fino a centinaia di umani e grandi creature, ma non potrebbero ingoiarli. Il cuore di un esemplare medio pesa 180 kg ed è più grande di quello di qualsiasi altro animale. L'aorta misura 23 cm di diametro. Durante i primi sette mesi di vita un piccolo di balenottera azzurra beve ogni giorno circa 400 L di latte. Il suo peso aumenta rapidamente, fino a 90 kg al giorno. Alla nascita pesa circa 2700 kg - quanto un ippopotamo adulto.

### Alimentazione
La balenottera azzurra si nutre quasi esclusivamente di krill, sebbene una piccola parte della sua dieta sia composta anche da copepodi. Le specie di zooplancton che forniscono il nutrimento a questo gigante dei mari variano da un oceano all'altro. Nell'Atlantico settentrionale cibo abituale della specie sono: Meganyctiphanes norvegica, Thysanoessa raschii, Thysanoessa inermis e Thysanoessa longicaudata; nel Pacifico settentrionale queste specie sono rimpiazzate da: Euphausia pacifica, Thysanoessa inermis, Thysanoessa longipes, Thysanoessa spinifera, Nyctiphanes symplex e Nematoscelis megalops e nell'Antartide da Euphausia superba, Euphausia crystallorophias ed Euphausia valentin.
Una balenottera azzurra adulta può mangiare fino a 40 milioni di krill al giorno. Ciascun esemplare si nutre sempre nelle aree dove la concentrazione di questi crostacei è più elevata, mangiando spesso fino a 3600 kg di krill ogni giorno. Il fabbisogno energetico giornaliero di una balenottera azzurra adulta è di 1,5 milioni di kcal.
Dato che il krill si sposta a seconda delle ore del giorno, solitamente la balenottera azzurra si nutre a profondità di più di 100 metri nelle ore diurne, mentre di notte mangia in superficie. Quando si nutre la balenottera resta immersa per circa 10 minuti, ma di solito le sue immersioni durano in media 20 minuti. La più lunga immersione mai registrata è di 36 minuti. La balenottera mangia intrappolando grandi quantità di acqua e krill nell'enorme bocca. L'acqua viene poi espulsa attraverso i fanoni dalla pressione creata dalle pieghe ventrali e dalla lingua. Non appena tutta l'acqua è stata espulsa, il krill rimasto, non essendo in grado di oltrepassare la barriera creata dai fanoni, viene inghiottito. Talvolta la balenottera cattura anche banchi di piccoli pesci, crostacei e calamari. Per via della gola stretta, la balenottera azzurra non può ingoiare grandi creature viventi o cose, pertanto un uomo se inghiottito può rimanere dentro l'enorme bocca ma non finirà mai nello stomaco: è il caso di un pescatore statunitense di aragoste che al largo del Massachusetts è stato inghiottito da una balenottera azzurra.

### Biologia

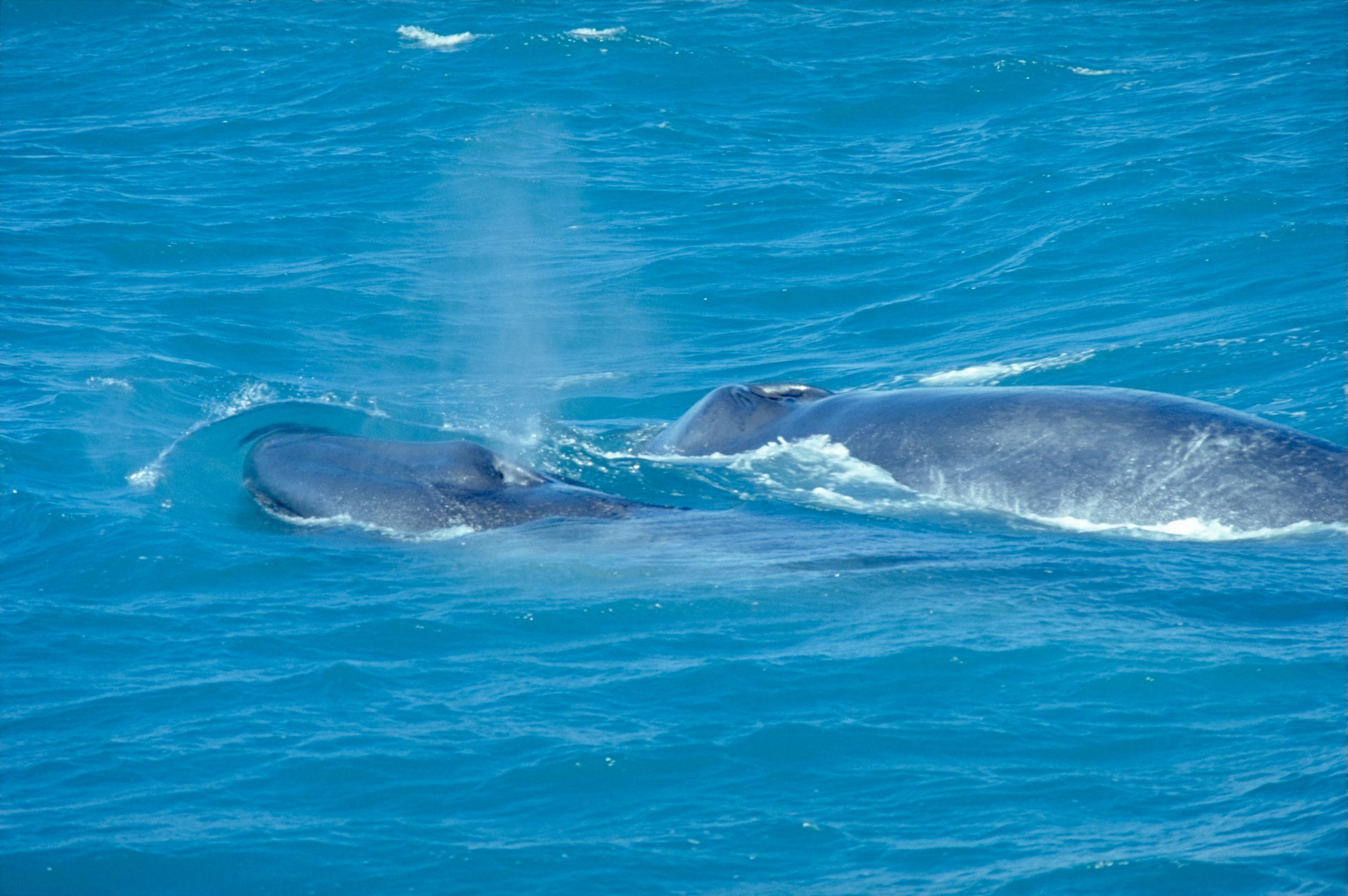
Una piccola balenottera azzurra in compagnia della madre

Nella balenottera azzurra la stagione degli amori inizia in tardo autunno e si protrae fino alla fine dell'inverno. Sappiamo ben poco sul comportamento riproduttivo di questa specie e su quali acque prediliga per dare alla luce i piccoli. Dopo un periodo di gestazione di 10-12 mesi, ogni due o tre anni, la femmina, all'inizio dell'inverno, partorisce un unico piccolo. Alla nascita quest'ultimo pesa già 2,5 tonnellate, misura 7 metri di lunghezza e necessita di 380-570 litri di latte al giorno. Lo svezzamento avviene dopo sei mesi, quando il piccolo avrà già raddoppiato la sua lunghezza. I maschi di balenottera azzurra divengono sessualmente maturi quando raggiungono almeno 20 metri di lunghezza (o più negli esemplari dell'emisfero australe), tra gli otto e i dieci anni. Invece le femmine, che sono più grandi dei maschi e crescono anche più velocemente, possono già riprodursi a cinque anni, quando sono lunghe 21 metri.
Gli scienziati ipotizzano che la balenottera azzurra possa vivere fino a 80 anni; tuttavia, dal momento che all'epoca della baleneria i vari esemplari non venivano schedati in un registro, la massima età che può raggiungere questa specie rimarrà ignota ancora per molti anni. La balenottera che è stata studiata più a lungo, per 34 anni, è un esemplare del Pacifico nord-orientale. L'unico predatore naturale di questa specie è l'orca. In base alle ricerche svolte è stato scoperto che più del 25% delle balenottere adulte presenta cicatrici dovute agli attacchi delle orche. Il tasso di mortalità dovuto a questi attacchi, però, non è chiaro.
Gli spiaggiamenti di balenottera azzurra sono molto rari e, a causa delle abitudini solitarie della specie, non sono mai avvenuti spiaggiamenti di massa. Tuttavia, quando uno di questi colossi si arena diviene subito oggetto d'interesse pubblico. Nel 1920 una balenottera azzurra si arenò presso Bragar, un villaggio sull'Isola di Lewis, nelle Ebridi Esterne (Scozia). Era stata colpita alla testa dai balenieri, ma l'arpione non era esploso. Essendo un mammifero, per evitare di andare a fondo l'istinto guidò la balenottera ferita verso acque più basse dove poter respirare meglio, anche se ciò la portò inevitabilmente a spiaggiarsi. Due ossa appartenenti a questo esemplare vennero erette proprio ai margini della strada principale dell'isola, dove costituiscono tuttora un'attrazione turistica.

### Vocalizzazioni
Sulla base delle stime fatte da Cummings e Thompson (1971) si può ipotizzare che il livello sonoro delle vocalizzazioni emesse dalla balenottera azzurra sia di 155 - 188 db se misurato a un metro di distanza a pressioni di riferimento di un µPa. Tutti i gruppi di balenottera azzurra emettono richiami a una frequenza fondamentale di 10-40 Hz; i suoni dalla frequenza più bassa che un uomo può percepire si aggirano sui 20 Hz. Ogni emissione dura dai 10 ai 30 secondi. Al largo delle coste dello Sri Lanka sono stati ripetutamente registrati «canti» composti da quattro note della durata di circa due minuti ciascuno, piuttosto simili ai famosissimi canti delle megattere. I ricercatori ritengono che questo fenomeno non sia riscontrabile in altre popolazioni e che sia proprio solo della sottospecie B. m. brevicauda (la balenottera azzurra pigmea).
La ragione dell'emissione di queste vocalizzazioni è sconosciuta. Richardson et al. (1995) ipotizzano sei probabili cause:
- mantenere la distanza tra i vari individui;
- individuare i membri della propria specie;
- trasmettere informazioni contestuali (ad esempio notizie inerenti alla nutrizione, un pericolo, il corteggiamento);
- mantenere l'organizzazione sociale (ad esempio i richiami di contatto tra maschi e femmine);
- localizzare punti topografici;
- localizzare le fonti di cibo.

## Popolazione e industria baleniera

### L'era della caccia

Il numero delle balenottere azzurre è diminuito drammaticamente a causa della caccia commerciale

Le balenottere azzurre non sono facili da catturare o uccidere. Con la loro velocità e la loro potenza avevano attratto solo molto raramente i primi balenieri, che prediligevano capodogli e balene franche. Nel 1864 il norvegese Svend Foyn equipaggiò una nave a vapore con arpioni progettati specificamente per catturare grandi balene. Sebbene i primi modelli fossero piuttosto ingombranti e poco efficaci, Foyn perfezionò l'arpione esplosivo e ben presto lungo le coste del Finnmark, nella Norvegia settentrionale, sorsero varie stazioni baleniere. A causa di dispute sorte con i pescatori locali, però, l'ultima stazione baleniera del Finnmark venne chiusa nel 1904.
Da allora le balenottere azzurre iniziarono a essere cacciate in: Islanda (1883), alle Isole Fær Øer (1894), a Terranova (1898) e alle Spitsbergen (1903). Nel 1904-05 vennero uccisi anche i primi esemplari mai catturati al largo della Georgia del Sud. A partire dal 1925, con l'introduzione dello scivolo di poppa sulle navi fabbrica e delle imbarcazioni a vapore, la caccia alla balenottera azzurra, e alle balene con i fanoni in generale, nelle acque antartiche e subantartiche iniziò ad aumentare drammaticamente. Tra il 1930 e il 1931 i balenieri uccisero 29 400 balenottere azzurre solo nelle acque antartiche. Dopo la fine della seconda guerra mondiale il numero di questi animali era diminuito moltissimo e, nel 1946, per cercare di regolamentare la caccia vennero introdotte le prime quote di cattura; esse, però, non furono di alcuna utilità, dato che non prevedevano la differenziazione tra le varie specie. Una specie rara, quindi, poteva essere cacciata al pari di una molto numerosa.
La Commissione internazionale per la caccia alle balene proibì la caccia alla balenottera azzurra negli anni 1960, ma le catture illegali da parte dei balenieri sovietici ebbero termine solamente negli anni 1970: fino ad allora erano stati uccisi 330 000 esemplari nell'Antartico, 33 000 nel resto dell'emisfero australe, 8 200 nel Pacifico settentrionale e 7 000 nell'Atlantico settentrionale. La popolazione originariamente più numerosa, quella antartica, era ridotta allo 0,15% degli effettivi iniziali.

### Popolazioni e distribuzione odierni

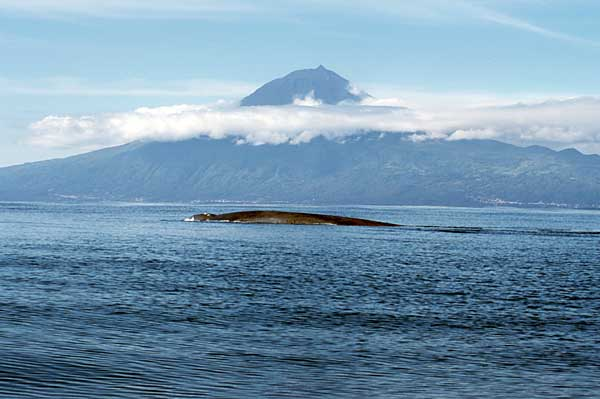
Una balenottera azzurra alle Azzorre

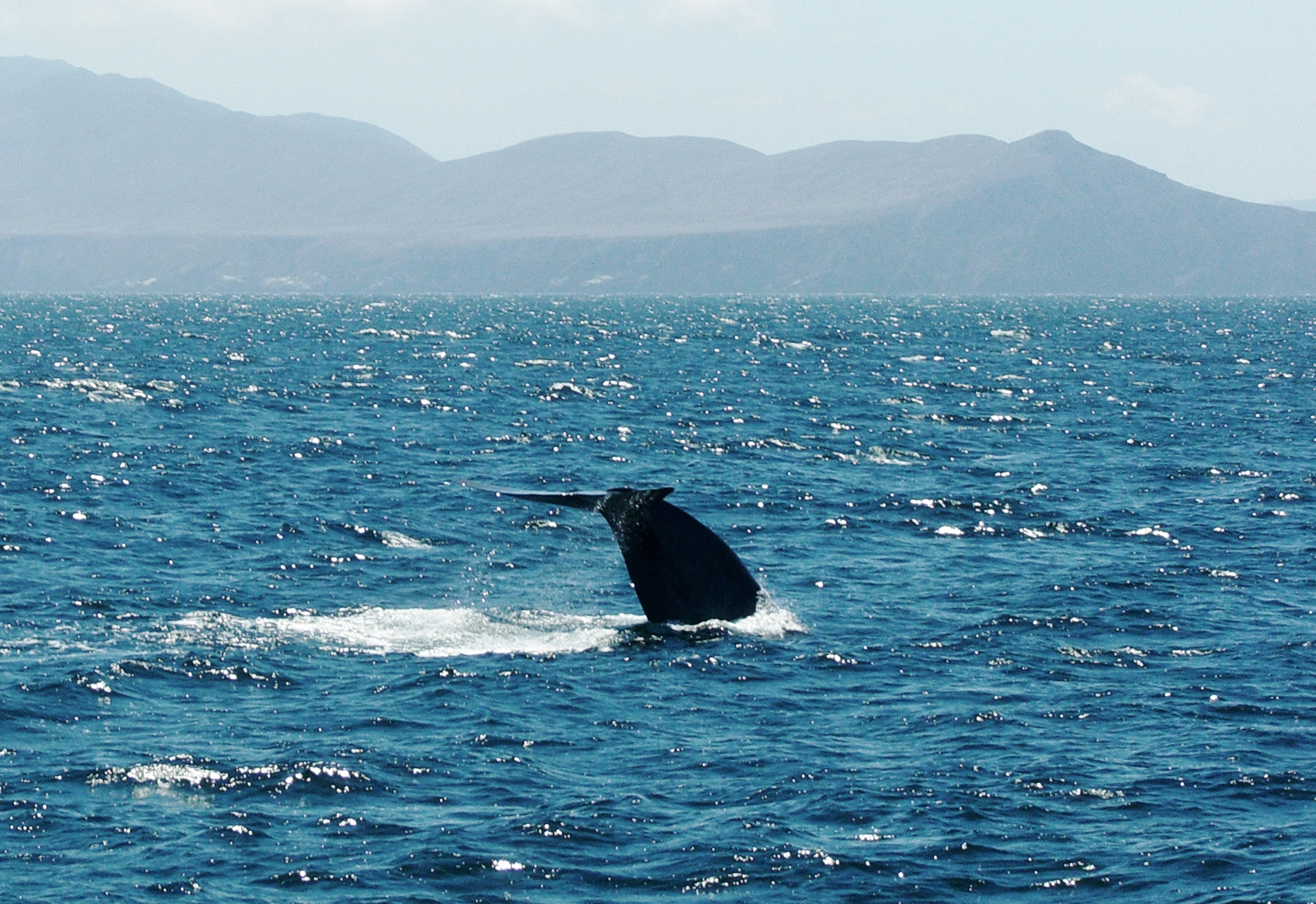
La pinna caudale di una balenottera azzurra si staglia sulle Channel Islands (agosto 2007)

Da quando la caccia è stata vietata, i vari studi effettuati non sono riusciti a verificare se le popolazioni di balenottera azzurra rimaste sono aumentate o rimaste stabili. In Antartide, le migliori stime mostrano un notevole incremento annuo del 7,3% dalla fine della caccia illegale effettuata dai sovietici, ma la popolazione rimane ancora sotto l'1% del livello originario. Alcuni ritengono che stiano aumentando anche le popolazioni islandesi e californiane, ma questi incrementi non sono significativi. Nel 2002 la popolazione globale è stata stimata tra i 5 000 e i 12 000 esemplari, sebbene per molte aree manchino dati certi.
La Lista rossa IUCN considera la balenottera azzurra una «specie in pericolo» fin dalla sua prima edizione. Negli Stati Uniti anche il Servizio Nazionale per la Pesca Marina la considera una specie minacciata nell'ambito dell'Endangered Species Act. La popolazione più consistente, comprendente 2 000 esemplari, è quella composta dalle balenottere azzurre settentrionali (B. m. musculus) del Pacifico nord-orientale, diffuse dall'Alaska alla Costa Rica e che d'estate si incontrano facilmente in California. Più raramente questi esemplari visitano anche il Pacifico nord-occidentale, nell'area che va dalla Kamčatka all'estremità settentrionale del Giappone.
Nell'Atlantico settentrionale si trovano due popolazioni di B. m. musculus. La prima abita le acque al largo di Groenlandia, Terranova e Nuova Scozia e il golfo di San Lorenzo. Si ritiene che questo gruppo sia composto da 500 esemplari. La seconda popolazione, più orientale, si incontra attorno alle Azzorre in primavera, ma tra luglio e agosto si dirige verso l'Islanda; si ipotizza che per orientarsi tra i due gruppi vulcanici il gruppo segua la dorsale medio atlantica. Oltre l'Islanda, le balenottere azzurre si spingono a nord fino alle Spitsbergen e a Jan Mayen, sebbene vi vengano avvistate solo molto raramente. Gli studiosi non sanno dove queste balenottere trascorrono l'inverno. In tutto, la popolazione dell'Atlantico settentrionale è formata dai 600 ai 1 500 esemplari.
Nell'emisfero australe sembra che esistano due distinte sottospecie, B. m. intermedia, la balenottera azzurra antartica e B. m. brevicauda, la poco conosciuta balenottera azzurra pigmea, diffusa nelle acque dell'Oceano Indiano. Secondo il censimento più recente (1998) nelle acque attorno all'Antartide vivrebbero 2 280 balenottere azzurre, delle quali meno dell'1% sono balenottere azzurre pigmee. In base a un censimento del 1996 si ritiene che in una piccola area a sud del Madagascar vivano 424 balenottere azzurre pigmee ed è quindi probabile che nell'intero Oceano Indiano il loro numero sia di qualche migliaio di individui. Se tale ipotesi fosse vera, il numero globale di balenottere azzurre sarebbe molto più alto di quanto predetto dalle stime.
Una quarta sottospecie, B. m. indica, venne identificata da Blyth nel 1859 nell'Oceano Indiano settentrionale, ma la difficoltà nel distinguerla dalle altre ha spinto alcuni studiosi a considerare questa dicitura come un sinonimo di B. m. brevicauda, la balenottera azzurra pigmea. I dati registrati dai balenieri sovietici sembrano indicare che le dimensioni delle femmine adulte siano più simili a quelle della balenottera azzurra pigmea che a quelle di B. m. musculus, sebbene le popolazioni di B. m. indica e B. m. brevicauda sembrino distinte geograficamente e la loro stagione degli amori cada con una differenza di sei mesi.
Le rotte migratorie di queste sottospecie sono ancora molto incerte. Ad esempio, alcune balenottere azzurre pigmee sono state avvistate anche nell'Oceano Indiano settentrionale (Oman, Maldive, Sri Lanka), dove potrebbero costituire una distinta popolazione. Un'altra popolazione distinta potrebbe essere costituita dalle balenottere azzurre diffuse al largo delle coste del Cile e del Perù. In inverno alcune balenottere azzurre antartiche si avvicinano alle coste dell'Atlantico sud-orientale e occasionalmente le loro vocalizzazioni vengono registrate nelle acque al largo di Perù, Australia Occidentale e nell'Oceano Indiano settentrionale. In Cile il Centro per la Conservazione dei Cetacei, con l'appoggio della Marina, sta effettuando numerose ricerche e progetti di conservazione su una popolazione che per nutrirsi si avvicina in un'area al largo delle coste di Chiloé detta «Golfo del Corcovado», dove nell'estate del 2007 sono state avvistati 326 esemplari.
I tentativi per cercare di calcolare il numero delle balenottere azzurre il più accuratamente possibile vengono effettuati dai mammalogi marini della Duke University grazie all'impiego dell'OBIS-SEAMAP (Sistema Informativo per la Biogeografia degli Oceani - Analisi Ecologiche Spaziali delle Popolazioni di Megavertebrati), una raccolta di avvistamenti di mammiferi marini provenienti da almeno 130 fonti diverse.

### Minacce esclusa la caccia

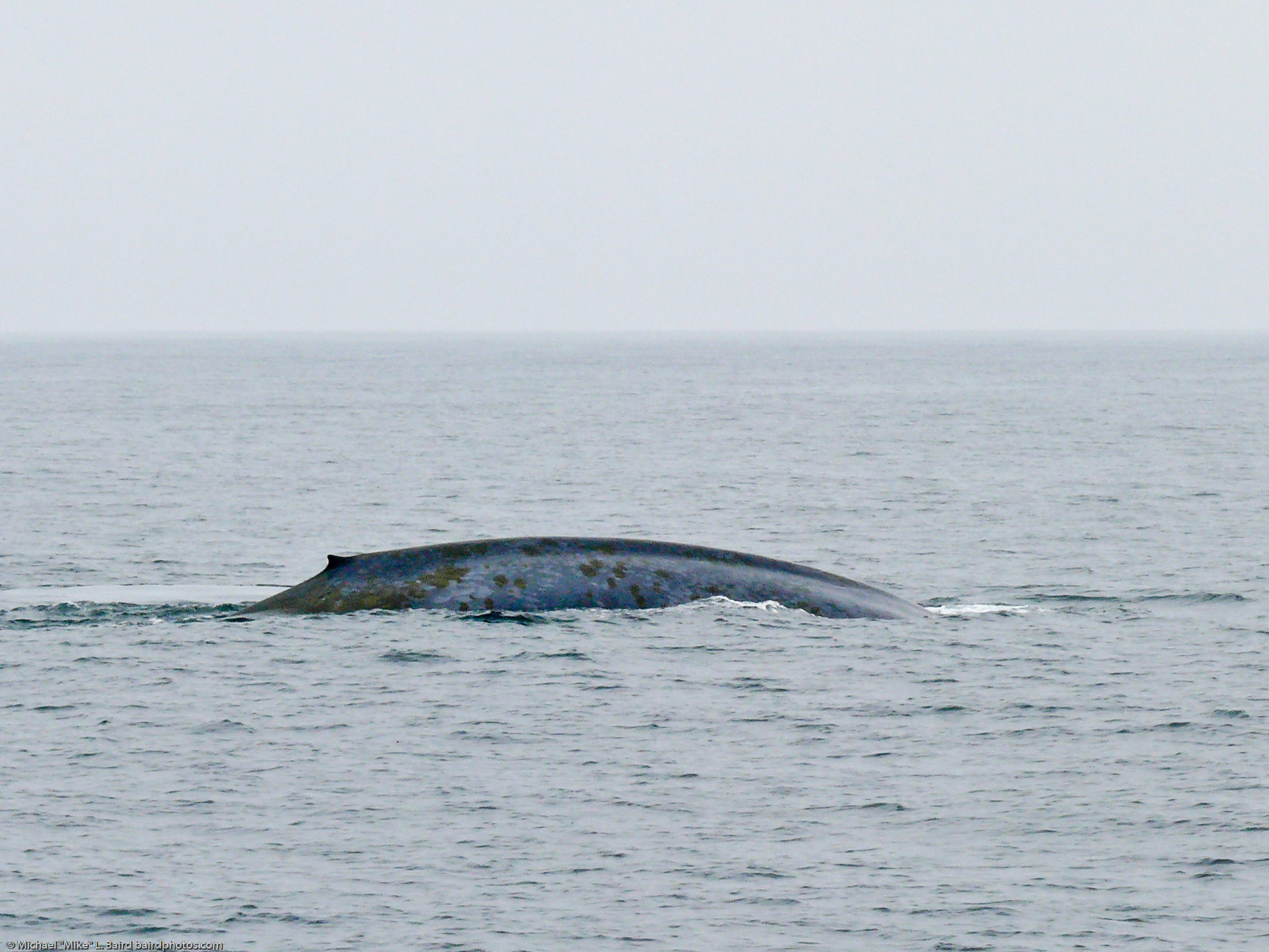
Una balenottera azzurra affiora al largo dell'Isola di Santa Cruz, nelle Channel Islands, vicino a Santa Barbara (California)

A causa delle sue dimensioni enormi e della sua potenza e velocità, una balenottera azzurra adulta non ha virtualmente nessun predatore naturale. Siamo a conoscenza, tuttavia, del caso, documentato sul National Geographic Magazine, di una balenottera azzurra attaccata dalle orche; sebbene le orche non furono in grado di uccidere l'enorme creatura con i loro attacchi, la balenottera fu gravemente ferita e probabilmente morì poco dopo la fine dello scontro.
Le balenottere azzurre possono scontrarsi, talvolta con esiti fatali, con le navi che attraversano gli oceani o rimanere intrappolate nelle reti da pesca. L'aumento dei rumori oceanici, compresi quelli provocati dai sonar, disturbano le vocalizzazioni prodotte dalle balenottere e rende loro molto difficile comunicare. Tra le varie minacce di natura umana che possono colpire le balenottere azzurre ricordiamo anche la presenza in mare dei policlorobifenili (PCB), i quali si accumulano all'interno del corpo dell'animale.
Con il riscaldamento globale che fa sciogliere più rapidamente ghiacciai e permafrost e consente a una gran quantità di acqua dolce di fluire negli oceani, vi è il rischio che la quantità di acqua dolce raggiunga un punto critico che potrebbe portare a uno sconvolgimento della circolazione termoalina. Dato che le abitudini migratorie della balenottera azzurra sono basate sulla temperatura oceanica, uno sconvolgimento in questa circolazione, che fa muovere intorno al mondo masse di acqua calda e fredda, avrebbe molto probabilmente delle ripercussioni sulla biologia dell'animale. Le balenottere, infatti, trascorrono l'estate a latitudini alte e fredde, dove si nutrono in abbondanza nelle acque ricche di krill; in inverno, invece, si dirigono a latitudini più basse, dove si accoppiano e danno alla luce i piccoli.
Dei cambiamenti nella temperatura degli oceani provocherebbero anche una diminuzione delle fonti di cibo della balenottera azzurra. Il riscaldamento e l'abbassamento dei livelli di salinità causerebbe un significativo cambiamento nella distribuzione e nell'abbondanza del krill.

## La balenottera azzurra nei musei

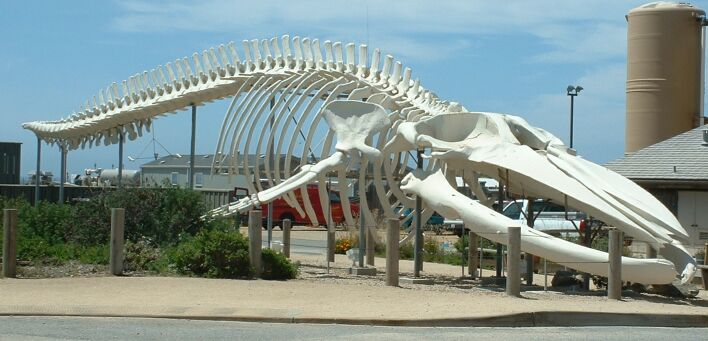
Scheletro di balenottera azzurra all'esterno del Long Marine Laboratory all'Università della California (Santa Cruz)

Nel Museo di Storia Naturale di Londra sono conservati un famoso scheletro e un modello a grandezza naturale di balenottera azzurra, i primi mai esposti in un museo prima che lo facesse anche l'Università della California di Santa Cruz. Un altro modello a grandezza naturale si trova anche al Museo Americano di Storia Naturale di New York, nella Sala della Famiglia Milstein del Settore Ocean Life.
All'Acquario del Pacifico di Long Beach (California) vi è un modello a grandezza naturale di una madre con il piccolo sospeso sul soffitto della sala principale. Al Museo della Biodiversità di Beaty, presso l'Università della Columbia Britannica (Canada), stanno finendo di installare la ricostruzione di uno scheletro di balenottera azzurra direttamente nel viale del campus principale. Dal maggio del 2010 un vero scheletro di balenottera azzurra è esposto al Museo Canadese della Natura di Ottawa (Canada). In Italia, uno scheletro completo di balenottera azzurra è esposto al Museo di storia naturale dell'Università di Pisa.
Al Museo di Storia Naturale di Göteborg (Svezia) si trova l'unico esemplare imbalsamato di balenottera azzurra presente al mondo. Si tratta di un giovane esemplare trovato spiaggiato sugli scogli della baia di Askim nel 1865. Accanto a esso è esposto anche lo scheletro.

## Whale-watching
Allo scopo di osservare esemplari di balenottera azzurra vengono intraprese particolari crociere di whale-watching nel golfo del Maine, lungo le coste settentrionali che circondano il golfo di San Lorenzo e nell'estuario del San Lorenzo stesso.